# Contopus sordidulus
El pibí occidental (Contopus sordidulus) es una especie de ave paseriforme de la familia Tyrannidae perteneciente al numeroso género Contopus. Cría en el oeste de América del Norte y oeste de América Central y migra hacia América del Sur en los inviernos boreales.

## Otros nombres comunes
Se le denomina también papamoscas del oeste (en México), piwi selvático occidental (en Honduras), atrapamoscas occidental (en Colombia), bobito del bosque del oeste (en Cuba) o pibí migratorio (en Venezuela.

## Distribución y hábitat
Su área de reproducción se extiende desde Alaska, por el oeste de Canadá, toda la mitad occidental de Estados Unidos, desde el norte de México hacia el sur, por Guatemala, El Salvador, hasta Honduras, y posiblemente en Nicaragua y Costa Rica. Durante los inviernos australes migra hacia regiones andinas desde el norte y oeste de Venezuela, norte y oeste de Colombia, oeste de Ecuador, Perú, hasta el noroeste de Bolivia, con pasaje por Nicaragua, Costa Rica, Panamá y Cuba. Existen registros como vagante en Jamaica, Belice, Guyana, Guayana Francesa, y hasta en Chile.
Es una especie generalista en relación con su hábitat reproductivo, ampliamente diseminado en zonas boscosas, especialmente en los bordes y en zonas riparias; está ausente de bosques densos. Prefiere aquellos que incluyen árboles de gran diámetro, sotobosque abierto, características de borde de bosque, árboles caídos o árboles con ramas muertas. Desde el nivel mar hasta los 3000 m de altitud. Durante los inviernos prefiere selvas húmedas tropicales maduras; tiende a evitar áreas perturbadas pero se adapta bien en bordes de crecimientos secundarios tropicales. Principalmente entre los 400 y 1200 m de altitud. Durante las migraciones una gran cantidad de individuos pueden ser observados juntos.

## Descripción
En promedio mide 14 cm de longitud y pesa 13,5 g. Las partes superiores son de color gris oliváceo, con la corona más oscura y las alas y la cola fuscas, con líneas grises en las alas; la garganta y el borde de las alas son de color blanco grisáceo; los lados del cuello, el pecho, los costados y los flancos son de color oliva claro y grisáceo; el vientre es blancuzco; la región infracaudal y el forro de las alas tienen la base grisácea y la punta blancuzca. El pico es negruzco, excepto el tercio basal que es amarillo a anaranjado opaco. Las patas son negras.

## Comportamiento

### Alimentación
Se alimenta de insectos, principalmente moscas, hormigas, abejas, avispas y escarabajos, que atrapa en vuelo o forrajeando entre la vegetación.

### Reproducción
Construye un nido en forma de cuenco en una horqueta de una rama horizontal o dentro de una cavidad de un árbol seco. Los bosques de roble negro de California son frecuentemente escogidos para anidar. La hembra pone dos o tres huevos y ambos padres alimentan los polluelos.

### Vocalización
Su llamado es un zumbido fuerte «chip»; su canto consiste de rápidos descendentes «bziyir» que puede alternar con «tew ti dit» terminando con un «bziyir» descendente.

## Sistemática

### Descripción original
La especie C. sordidulus fue descrita por primera vez por el zoólogo británico Philip Lutley Sclater en 1859 bajo el mismo nombre científico; su localidad tipo es: «sur de México y Guatemala».

### Etimología
El nombre genérico masculino «Contopus» se compone de las palabras del griego «kontos» que significa ‘percha’, y «podos» que significa ‘pies’; y el nombre de la especie «sordidulus», es un diminutivo de la palabra del latín «sordidus» que significa ‘sucio’.

### Taxonomía
La subespecie descrita C. sordidulus griscomi Webster, 1957 se considera un sinónimo de la nominal, y las subespecies C. s. amplus Burleigh, 1960 y C. s. siccicola Burleigh, 1960 se consideran sinónimos de veliei.

### Subespecies
Según las clasificaciones del Congreso Ornitológico Internacional (IOC) y Clements Checklist/eBird se reconocen cuatro subespecies, con su correspondiente distribución geográfica:
- Contopus sordidulus saturatus Bishop, 1900 – sureste de Alaska y noroeste y oeste de Canadá al sur en Estados Unidos hasta el oeste de Oregón; inviernos al noroeste de América del Sur (probable principalmente en Colombia y Venezuela).
- Contopus sordidulus veliei Coues, 1866 – este de Alaska hacia el sur por el interior hasta el nort y centro de México (norte de Baja California y al sur hasta Michoacán y Puebla), hacia el este en los Estados Unidos hasta el norte y oeste de los estados de las Grandes Llanuras y al sur hasta el oeste de Texas; en los inviernos probalemente al oeste de América del Sur (al sur posiblemente hasta Perú, Bolivia y tal vez noroeste de Argentina).
- Contopus sordidulus peninsulae Brewster, 1891 – oeste de México (sur de Baja California); en los inviernos probablemente al oeste de América del Sur.
- Contopus sordidulus sordidulus P.L. Sclater, 1859 – tierras altas de México (Guerrero, Oaxaca, Chiapas) al sur por lo menos hasta Honduras, posiblemente hasta el centro norte de Nicaragua y Costa Rica; inviernos hasta Colombia, Ecuador y Perú.